# 札幌学生野球連盟
札幌学生野球連盟（さっぽろがくせいやきゅうれんめい、英語表記はSAPPORO GAKUSEI LEAGUE）は、北海道の石狩振興局に所在する大学の硬式野球部で構成されたリーグである。

## 略史
1990年（平成2年）に、翌年から全日本大学野球選手権大会の出場枠が拡大する予定だったことから、北海道地区として将来的に代表校を増やすことを睨んで、それまで存在していた北海道地区大学野球連盟を再編。旧連盟内で石狩振興局以内に所在する加盟大学を対象に分割して発足した。
ただし、実際に全日本大学野球選手権大会の出場枠増加の承認が得られたのは1995年（平成7年）の大会からである。それまでの間は、同様に再編・分割されたもう一方の北海道学生野球連盟代表校との間で代表決定戦が実施された。

## 特徴
地元では1部リーグに限って札幌六大学野球リーグという通称で呼ばれて親しまれている。
寒冷地である条件により全国の他の連盟とは異なり、リーグ戦期間が春季が4月後半～5月後半、秋季が8月後半～9月後半のそれぞれ約1か月間に集中して行なわれる（他地域では通常春秋それぞれ約2か月間で行なわれている）。

## 沿革
- 1955年　全日本大学野球選手権大会の出場枠拡大に伴い、北部地区大学野球連盟から北海道地区大学野球連盟を分離。独立した出場枠を獲得。
- 1990年　当時4部制にまで拡大していた北海道地区大学野球連盟を将来的な出場枠拡大を睨み、札幌地区とそれ以外の地区で分割。札幌学生野球連盟が発足。両連盟間での代表決定戦が開始。
- 1995年　全日本大学野球選手権大会の単独出場権を獲得（秋季は北海道地区代表決定戦が存続）。
- 1996年　明治神宮野球大会の北海道東北地区代表決定戦の方式が変更。北海道地区代表決定戦を廃止し、連盟代表校が直接出場。
- 2003年　春の全日本大学野球選手権大会の50回記念の特別枠として、この年に限り北海道の2連盟代表の他に北海道から更に1校が出場。出場校は北海道地区2連盟のそれぞれの2位校同士による代表決定戦の勝者[1]。また秋の明治神宮野球大会の北海道東北地区代表決定戦には同年から北海道地区としての第3代表が出場。なお決定方法は先の場合と同じく両連盟の2位校同士による決定戦の勝者。
- 2009年　明治神宮野球大会の地区代表枠が同大会の40周年を機に東北地区と分離され北海道勢のみによる代表決定戦になる。
- 2023年　3部リーグに所属する北海道情報大学が、部員不足(6名)を理由に1部リーグ所属の星槎道都大学から5名を助っ人として借りて「情報星槎連合」としてオープン参加(順位はつかず、個人成績は表彰選手の対象外)することとなった。

## チーム数の変遷
| 年・期     | 全チーム数 | 1部 | 2部 | 3部 | 備考                                                                                      |
| ---------- | ---------- | --- | --- | --- | ----------------------------------------------------------------------------------------- |
| 1990年秋季 | 12         | 6   | 6   | -   | 札幌学生野球連盟発足                                                                      |
| 1991年春季 | 13         | 6   | 7   | -   | 道都大学短期大学部（現：星槎道都大学）が加盟                                              |
| 1993年春季 | 14         | 6   | 8   | -   | 北海道情報大学が加盟                                                                      |
| 1993年秋季 | 14         | 6   | 4   | 4   | 3部リーグを新設                                                                           |
| 2000年春季 | 16         | 6   | 6   | 4   | 千歳科学技術大学、札幌国際大学が加盟                                                      |
| 2001年春季 | 18         | 6   | 6   | 6   | 北海道浅井学園大学（現：北翔大学）、北海道文教大学が加盟                                  |
| 2005年春季 | 17         | 6   | 6   | 5   | 千歳科学技術大学が脱退                                                                    |
| 2011年春季 | 17         | 6   | 6   | 5   | 東海大学北海道キャンパス（現：東海大学札幌キャンパス）が加盟 専修大学北海道短期大学が脱退 |
| 2013年春季 | 18         | 6   | 6   | 6   | 札幌大谷大学が加盟                                                                        |

## 運営方法

### 構成
現在は加盟校数の関係から、前シーズンの成績を基にした各部6校構成を基準に1部・2部・3部に分けたブロック運営を行なっている。

### 対戦方法
春季と秋季にそれぞれリーグ戦を実施。また各シーズン終了後に入れ替え戦を実施する。
1部
春秋共に2回戦総当たりによる勝率制。
- 連盟規定により、当該チームの全勝数（引き分けは0.5勝扱い）を全試合数で割った数値（勝率）が高いチームを上位とする。勝率が同じ場合は、優劣の決定が必要な場合に限り（優勝または入れ替え戦戦出場チームを決める場合）決定戦（プレイオフ）を行なう。ただし、決定戦での成績はリーグ戦の諸成績には含めない。
- 2013年は春秋ともに延長戦でのタイブレーク方式（1アウト満塁から試合再開）が採用された。

2部
春秋共に2回戦総当たりによる勝率制。
- 1部同様連盟規定により、当該チームの全勝数（引き分けは0.5勝扱い）を全試合数で割った数値（勝率）が高いチームを上位とする。勝率が同じ場合は、優劣の決定が必要な場合に限り（優勝または入れ替え戦戦出場チームを決める場合）決定戦（プレイオフ）を行なう。ただし、決定戦での成績はリーグ戦の諸成績には含めない。ただし、純粋な総当たり戦ではない、変則的な方法が利用される場合もある。
- かつて行われた方法
  - 所属8大学を4大学ずつ分け、予選リーグ（1回戦総当たり）を実施。
  - 予選リーグの上位2チームずつ4チームで、決勝リーグ（1回戦総当たり）を実施し1位から4位を決定。
  - 残る4チームで、順位決定戦を実施し5位から8位を決定。

3部
春秋共に2回戦総当たりによる勝率制。
- 1部同様連盟規定により、当該チームの全勝数（引き分けは0.5勝扱い）を全試合数で割った数値（勝率）が高いチームを上位とする。勝率が同じ場合は、優劣の決定が必要な場合に限り（3部の場合優勝決定戦のみ）決定戦（プレイオフ）を行なう。ただし、決定戦での成績はリーグ戦の諸成績には含めない。ただし、純粋な総当たり戦ではない、変則的な方法が利用される場合もある。
- かつて行われた方法
  - 所属8大学を4大学ずつ分け、予選リーグ（1回戦総当たり）を実施。
  - 予選リーグの上位2チームずつ4チームで、決勝リーグ（1回戦総当たり）を実施し1位から4位を決定。
  - 残る4チームで、順位決定戦を実施し5位から8位を決定。

日程
- 春は4月下旬～5月下旬、秋は8月下旬～9月下旬に集中日程で行われる。

入れ替え戦
- 各部のリーグ戦の終了後に、1部リーグの最下位校と2部リーグの優勝校、2部リーグの最下位校と3部リーグの優勝校との間で対戦する。
- 対戦方法は2戦先勝方式。2日間日程で行われ、先に2勝したチームが来季の上部チームとなる（1勝1敗の場合は、第3戦を行い決着を付ける）。

## 試合会場
1部は札幌円山球場を主に利用し、札幌ドーム、札幌麻生球場を利用することもある。2部は札幌円山球場の他、札幌麻生球場、江別野幌総合運動公園球場、栗山町民球場も利用している。3部は江別野幌総合運動公園球場の他、札幌大谷大学グラウンド、北海道情報大学グラウンド、酪農学園大学グラウンドでも試合が行われる。

## 加盟大学
※ 2024年秋季リーグ戦終了現在の順位順

### 現在加盟している大学
1部
- 札幌大学
- 星槎道都大学（旧：道都短期大学・道都大学札幌校・道都大学）
- 北海学園大学
- 北海道大学
- 東海大学札幌キャンパス（旧：東海大学北海道キャンパス）
- 札幌大谷大学

2部
- 北海道文教大学
- 札幌国際大学
- 北翔大学（旧：北海道浅井学園大学）
- 北海道教育大学岩見沢校
- 札幌学院大学
- 北海道医療大学（旧：東日本学園大学）

3部
- 北星学園大学
- 小樽商科大学
- 北海道教育大学札幌校
- 北海道科学大学（旧：北海道工業大学）
- 酪農学園大学
- 北海道情報大学

### かつて加盟していた大学
- 千歳科学技術大学（2000年春季より加盟。2004年秋季限りで脱退）
- 専修大学北海道短期大学（2012年秋季限りで脱退[5]）

## 札幌学生野球連盟リーグ戦（結果）・全国大会（成績）

### 札幌学生野球連盟リーグ戦

#### 結果
- 北海道地区大学野球連盟時代のリーグ戦結果等の成績：北海道学生野球連盟#北海道学生野球連盟リーグ戦_(結果)・全国大会_(成績)参照。
- ◇：全日本大学野球選手権大会出場権獲得。
- ◎：明治神宮野球大会出場権獲得。
- ○：入れ替え戦の勝者。
- ●：入れ替え戦の敗者。
- （注1）：翌シーズンから3部リーグを創設するのに伴い、2部最下位の北海道情報大学・7位の東日本学園大学・6位の北星学園大学・5位の専修大学北海道短期大学の計4チームが3部へ降格した。
- （注2）：翌シーズンから参加チームが増加するのに伴い、2部から3部への降格なし、優勝した北星学園大学・2位の北海道教育大学岩見沢校の2チームが昇格となった。
- （注3）：専修大学北海道短期大学が今季限りでリーグを脱退するため入れ替え戦出場を辞退、2部最下位の北海道教育大学札幌校が残留した[6]。
- （注4）：リーグ戦優勝後、野球部内の不祥事が発覚し、大学選手権開幕後出場を辞退。
- （注5）：新型コロナウイルス感染症に伴う各大学野球部の練習再開等の対応の違いによる差を考慮して入れ替え戦は行われなかった。
- （注6）：2部のリーグ戦が途中で終了となり順位が付かなかったため入れ替え戦は行われなかった。
- （注7）：新型コロナウイルス感染症に伴う緊急事態宣言発令によりリーグ戦が途中で終了となり試合数がチームにより異なるため順位は付けなかった。
- （注8）：1節終了でリーグ戦が終了となり、2部が順位なしのため優勝決定戦は行わず2校同時優勝、入れ替え戦は行われない。
- （注9）：星槎道都大学が新型コロナウイルス感染症に関する理由での不戦敗を含んだ成績のため、リーグの特別規定により同率の札幌大学との順位決定戦は行わず同率最下位として入れ替え戦は行わない。
- （注10）：入れ替え戦が行われないため優勝チームは上位リーグへ自動昇格。
- （注11）：新型コロナウイルス感染症に関する理由での不戦敗を含んだ成績で最下位のため、リーグの特別規定により入れ替え戦は行わない。
- （注12）：同率だった北海道大学との順位決定戦の結果6位となり入れ替え戦出場。

| 開催年 | 1部優勝                                      | 1部・2部入れ替え戦                            | 1部・2部入れ替え戦                           |                                                             |                                              |
| 開催年 | 1部優勝                                      | 1部最下位                                     | 2部優勝                                      |                                                             |                                              |
| ------ | -------------------------------------------- | --------------------------------------------- | -------------------------------------------- | ----------------------------------------------------------- | -------------------------------------------- |
| 1990秋 | 札幌大学                                     | 北海道大学○                                   | 小樽商科大学●                                |                                                             |                                              |
| 1991春 | 北海学園大学◇                                | 北海道工業大学●                               | 道都大学短期大学部○                          |                                                             |                                              |
| 1991秋 | 札幌大学                                     | 北海道教育大学札幌校○                         | 小樽商科大学●                                |                                                             |                                              |
| 1992春 | 札幌大学◇                                    | 北海道大学○                                   | 北海道教育大学岩見沢校●                      |                                                             |                                              |
| 1992秋 | 札幌大学                                     | 北海道教育大学札幌校○                         | 北海道工業大学●                              |                                                             |                                              |
| 開催年 | 1部優勝                                      | 1部・2部入れ替え戦                            | 1部・2部入れ替え戦                           | 2部・3部入れ替え戦                                          | 2部・3部入れ替え戦                           |
| 開催年 | 1部優勝                                      | 1部最下位                                     | 2部優勝                                      | 2部最下位                                                   | 3部優勝                                      |
| 1993春 | 札幌大学◇                                    | 北海道大学●                                   | 小樽商科大学○                                | 北海道情報大学（注12）                                      |                                              |
| 1993秋 | 北海学園大学                                 | 道都大学短期大学部○                           | 北海道大学●                                  | 酪農学園大学○                                               | 北星学園大学●                                |
| 1994春 | 札幌大学                                     | 北海道教育大学札幌校○                         | 北海道大学●                                  | 北海道教育大学岩見沢校○                                     | 専修大学北海道短期大学●                      |
| 1994秋 | 札幌大学                                     | 小樽商科大学●                                 | 北海道大学○                                  | 北海道教育大学岩見沢校●                                     | 専修大学北海道短期大学○                      |
| 1995春 | 札幌大学◇                                    | 北海道教育大学札幌校○                         | 酪農学園大学●                                | 専修大学北海道短期大学●                                     | 北海道教育大学岩見沢校○                      |
| 1995秋 | 札幌大学                                     | 北海道教育大学札幌校●                         | 小樽商科大学○                                | 北海道教育大学岩見沢校●                                     | 専修大学北海道短期大学○                      |
| 1996春 | 札幌大学◇                                    | 小樽商科大学●                                 | 北海道教育大学札幌校○                        | 専修大学北海道短期大学○                                     | 北海道教育大学岩見沢校●                      |
| 1996秋 | 北海学園大学                                 | 道都大学短期大学部○                           | 酪農学園大学●                                | 北海道工業大学○                                             | 北海道情報大学●                              |
| 1997春 | 札幌大学◇                                    | 北海道大学○                                   | 小樽商科大学●                                | 酪農学園大学○                                               | 北星学園大学●                                |
| 1997秋 | 北海道大学                                   | 道都大学短期大学部●                           | 専修大学北海道短期大学○                      | 北海道工業大学○                                             | 北海道教育大学岩見沢校●                      |
| 1998春 | 北海道教育大学札幌校◇                        | 札幌学院大学○                                 | 北海道工業大学●                              | 道都大学短期大学部●                                         | 北海道教育大学岩見沢校○                      |
| 1998秋 | 北海道教育大学札幌校                         | 札幌学院大学●                                 | 酪農学園大学○                                | 北海道教育大学岩見沢校●                                     | 道都大学短期大学部○                          |
| 1999春 | 札幌大学◇                                    | 専修大学北海道短期大学●                       | 札幌学院大学○                                | 道都大学短期大学部○                                         | 北星学園大学●                                |
| 1999秋 | 北海学園大学                                 | 札幌学院大学○                                 | 小樽商科大学●                                | 北海道工業大学（注13）                                      | 北星学園大学（注13）                         |
| 2000春 | 札幌大学◇                                    | 酪農学園大学○                                 | 専修大学北海道短期大学●                      | 小樽商科大学●                                               | 札幌国際大学○                                |
| 2000秋 | 北海学園大学                                 | 酪農学園大学○                                 | 道都大学短期大学部●                          | 専修大学北海道短期大学●                                     | 小樽商科大学○                                |
| 2001春 | 札幌大学◇                                    | 北海道教育大学札幌校●                         | 北海道教育大学岩見沢校○                      | 北星学園大学●                                               | 北海道浅井学園大学○                          |
| 2001秋 | 札幌大学                                     | 北海道教育大学岩見沢校●                       | 北海道浅井学園大学○                          | 札幌国際大学○                                               | 専修大学北海道短期大学●                      |
| 2002春 | 北海道大学◇                                  | 酪農学園大学○                                 | 北海道教育大学札幌校●                        | 北海道工業大学●                                             | 専修大学北海道短期大学○                      |
| 2002秋 | 北海学園大学                                 | 酪農学園大学●                                 | 道都大学札幌校○                              | 札幌国際大学○                                               | 北星学園大学●                                |
| 2003春 | 札幌大学◇                                    | 北海道浅井学園大学○                           | 北海道教育大学岩見沢校●                      | 札幌国際大学○                                               | 北星学園大学●                                |
| 2003秋 | 札幌大学                                     | 道都大学札幌校○                               | 北海道教育大学岩見沢校●                      | 専修大学北海道短期大学●                                     | 北海道工業大学○                              |
| 2004春 | 札幌大学◇                                    | 道都大学札幌校●                               | 北海道教育大学岩見沢校○                      | 小樽商科大学○                                               | 専修大学北海道短期大学●                      |
| 2004秋 | 北海学園大学                                 | 北海道教育大学岩見沢校●                       | 北海道教育大学札幌校○                        | 小樽商科大学●                                               | 専修大学北海道短期大学○                      |
| 2005春 | 札幌大学◇                                    | 札幌学院大学●                                 | 道都大学○                                    | 札幌国際大学○                                               | 小樽商科大学●                                |
| 2005秋 | 北海道浅井学園大学                           | 北海道教育大学札幌校●                         | 札幌学院大学○                                | 酪農学園大学○                                               | 小樽商科大学●                                |
| 2006春 | 北海道浅井学園大学◇                          | 道都大学○                                     | 酪農学園大学●                                | 北海道教育大学岩見沢校●                                     | 小樽商科大学○                                |
| 2006秋 | 札幌大学                                     | 北海道大学○                                   | 札幌国際大学●                                | 北海道工業大学○                                             | 北海道教育大学岩見沢校●                      |
| 2007春 | 札幌大学◇                                    | 札幌学院大学○                                 | 札幌国際大学●                                | 小樽商科大学●                                               | 北海道教育大学岩見沢校○                      |
| 2007秋 | 道都大学                                     | 札幌学院大学○                                 | 北海道教育大学岩見沢校●                      | 専修大学北海道短期大学●                                     | 北星学園大学○                                |
| 2008春 | 道都大学◇                                    | 北海学園大学●                                 | 北海道教育大学岩見沢校○                      | 北星学園大学○                                               | 小樽商科大学●                                |
| 2008秋 | 北翔大学                                     | 北海道教育大学岩見沢校●                       | 北海学園大学○                                | 札幌国際大学●                                               | 小樽商科大学○                                |
| 2009春 | 道都大学◇                                    | 札幌学院大学○                                 | 小樽商科大学●                                | 北海道工業大学●                                             | 専修大学北海道短期大学○                      |
| 2009秋 | 北海学園大学                                 | 北海道大学○                                   | 北海道教育大学岩見沢校●                      | 専修大学北海道短期大学●                                     | 北海道工業大学○                              |
| 2010春 | 北海道大学◇                                  | 札幌大学●                                     | 北海道教育大学岩見沢校○                      | 北星学園大学○                                               | 札幌国際大学●                                |
| 2010秋 | 道都大学                                     | 北海道教育大学岩見沢校○                       | 札幌大学●                                    | 北海道教育大学札幌校○（注14）                               | 専修大学北海道短期大学●（注14）              |
| 2011春 | 道都大学◇                                    | 北海道教育大学岩見沢校●                       | 札幌大学○                                    | 北星学園大学○                                               | 東海大学北海道キャンパス●                    |
| 2011秋 | 北翔大学                                     | 北海学園大学●                                 | 北海道教育大学岩見沢校○                      | 北海道教育大学札幌校●                                       | 東海大学北海道キャンパス○                    |
| 2012春 | 道都大学◇                                    | 北海道教育大学岩見沢校●                       | 東海大学北海道キャンパス○                    | 小樽商科大学●                                               | 札幌国際大学○                                |
| 2012秋 | 道都大学◎                                    | 札幌学院大学●                                 | 北海学園大学○                                | 北海道工業大学●                                             | 小樽商科大学○                                |
| 2013春 | 道都大学◇                                    | 札幌大学○                                     | 北海道教育大学岩見沢校●                      | 酪農学園大学●                                               | 北海道工業大学○                              |
| 2013秋 | 道都大学◎                                    | 北海道大学○                                   | 札幌学院大学●                                | 北海道工業大学●                                             | 北海道教育大学札幌校○                        |
| 2014春 | 道都大学◇                                    | 北翔大学○                                     | 札幌学院大学●                                | 小樽商科大学○                                               | 札幌大谷大学●                                |
| 2014秋 | 道都大学                                     | 北翔大学●                                     | 札幌学院大学○                                | 北海道教育大学札幌校●                                       | 札幌大谷大学○                                |
| 2015春 | 東海大学北海道キャンパス◇                    | 札幌学院大学●                                 | 北翔大学○                                    | 小樽商科大学○                                               | 北海道教育大学札幌校●                        |
| 2015秋 | 道都大学◎                                    | 北翔大学○                                     | 北海道教育大学岩見沢校●                      | 北星学園大学●                                               | 北海道科学大学○                              |
| 2016春 | 東海大学北海道キャンパス◇                    | 北翔大学○                                     | 北海道教育大学岩見沢校●                      | 北海道科学大学○                                             | 北海道教育大学札幌校●                        |
| 2016秋 | 東海大学北海道キャンパス◎                    | 北海学園大学○                                 | 札幌大谷大学●                                | 北海道科学大学○                                             | 北海道教育大学札幌校●                        |
| 2017春 | 東海大学北海道キャンパス◇                    | 北海道大学○                                   | 北海道教育大学岩見沢校●                      | 北海道科学大学●                                             | 北海道教育大学札幌校○                        |
| 2017秋 | 星槎道都大学◎                                | 北海道大学○                                   | 札幌国際大学●                                | 北海道教育大学札幌校●                                       | 北海道科学大学○                              |
| 2018春 | 東海大学北海道キャンパス◇（注15）            | 北海学園大学○                                 | 札幌国際大学●                                | 北海道科学大学●                                             | 北海道教育大学札幌校○                        |
| 2018秋 | 星槎道都大学                                 | 北海道大学●                                   | 札幌大谷大学○                                | 北海道教育大学札幌校●                                       | 北星学園大学○                                |
| 2019春 | 星槎道都大学◇                                | 札幌大谷大学〇                                | 北海道大学●                                  | 北星学園大学●                                               | 北海道教育大学札幌校〇                       |
| 2019秋 | 東海大学札幌キャンパス◎                      | 札幌大谷大学○                                 | 北海道大学●                                  | 北海道教育大学岩見沢校○                                     | 北海道科学大学●                              |
| 2020春 | 新型コロナウイルス感染症の影響により開催中止 | 新型コロナウイルス感染症の影響により開催中止  | 新型コロナウイルス感染症の影響により開催中止 | 新型コロナウイルス感染症の影響により開催中止                | 新型コロナウイルス感染症の影響により開催中止 |
| 2020秋 | 星槎道都大学                                 | 北翔大学（注5）                               | 北海道大学（注5）                            | 北海道教育大学札幌校（注5）                                 | 北星学園大学（注5）                          |
| 2021春 | 北海学園大学◇                                | 札幌大学（注6）                               | 順位なし（注7）                              | 順位なし（注7）                                             | 北星学園大学（注8） 北海道医療大学（注8）    |
| 2021秋 | 東海大学札幌キャンパス                       | 札幌大学（注9） 星槎道都大学（注9）           | 北海道大学（注10）                           | 北海道教育大学札幌校（注11）                                | 北海道医療大学（注10）                       |
| 開催年 | 1部優勝                                      | 1部・2部入れ替え戦                            | 1部・2部入れ替え戦                           | 2部・3部入れ替え戦                                          | 2部・3部入れ替え戦                           |
| 開催年 | 1部優勝                                      | 1部出場校                                     | 2部優勝                                      | 2部出場校                                                   | 3部優勝                                      |
| 2022春 | 東海大学札幌キャンパス◇                      | 北翔大学（注12）（6位）● 札幌大谷大学（7位）○ | 札幌学院大学●                                | 北海道教育大学岩見沢校（5位）○ 北海道教育大学札幌校（6位）● | 北海道文教大学●                              |
| 開催年 | 1部優勝                                      | 1部・2部入れ替え戦                            | 1部・2部入れ替え戦                           | 2部・3部入れ替え戦                                          | 2部・3部入れ替え戦                           |
| 開催年 | 1部優勝                                      | 1部最下位                                     | 2部優勝                                      | 2部最下位                                                   | 3部優勝                                      |
| 2022秋 | 星槎道都大学                                 | 札幌大谷大学○                                 | 北翔大学●                                    | 小樽商科大学●                                               | 北海道文教大学○                              |
| 2023春 | 星槎道都大学◇                                | 北海道大学○                                   | 札幌国際大学●                                | 北海道医療大学○                                             | 北海道教育大学札幌校●                        |
| 2023秋 | 北海学園大学                                 | 札幌大谷大学○                                 | 札幌国際大学●                                | 北海道医療大学○                                             | 北海道科学大学●                              |
| 2024春 | 星槎道都大学◇                                | 北海道大学○                                   | 札幌国際大学●                                | 北海道医療大学○                                             | 北海道教育大学札幌校●                        |
| 2024秋 | 札幌大学◎                                    | 札幌大谷大学●                                 | 北海道文教大学○                              | 北海道医療大学○                                             | 北星学園大学●                                |
| 2025春 | 北海学園大学◇                                | 東海大学札幌キャンパス●                       | 札幌国際大学○                                | 北海道医療大学●                                             | 小樽商科大学○                                |
| 2025秋 |                                              |                                               |                                              |                                                             |                                              |

#### リーグ優勝
- 終了時点：2025年春季リーグ（北海道地区大学野球連盟時代も含む）。
- （注1）：北海道地区大学野球連盟時代のリーグ戦11回優勝を含む。
- （注2）：北海道地区大学野球連盟時代のリーグ戦8回優勝を含む。
- （注3）：北海道地区大学野球連盟時代のリーグ戦1回優勝を含む。
- （注4）：北海道地区大学野球連盟時代のリーグ戦1回優勝を含む。

| 1部リーグ | 1部リーグ                                                                |
| 優勝      | 大学                                                                     |
| --------- | ------------------------------------------------------------------------ |
| 33回      | 札幌大学（注1）                                                          |
| 19回      | 星槎道都大学 北海学園大学（注2）                                         |
| 8回       | 東海大学札幌キャンパス                                                   |
| 4回       | 北翔大学 北海道大学（注3）                                               |
| 2回       | 北海道教育大学札幌校                                                     |
| 1回       | 北海道科学大学（注4）                                                    |
| 2部リーグ |                                                                          |
| 優勝      | 大学                                                                     |
| 14回      | 北海道教育大学岩見沢校                                                   |
| 8回       | 札幌国際大学                                                             |
| 7回       | 小樽商科大学 北海道大学                                                  |
| 6回       | 札幌学院大学                                                             |
| 4回       | 星槎道都大学 酪農学園大学                                                |
| 3回       | 北海道教育大学札幌校 北翔大学                                            |
| 2回       | 北海道工業大学 専修大学北海道短期大学 北海学園大学 札幌大学 札幌大谷大学 |
| 1回       | 東海大学札幌キャンパス 北海道文教大学                                    |
| 3部リーグ |                                                                          |
| 優勝      | 大学                                                                     |
| 11回      | 北星学園大学                                                             |
| 9回       | 専修大学北海道短期大学 北海道教育大学札幌校                              |
| 8回       | 小樽商科大学                                                             |
| 7回       | 北海道科学大学                                                           |
| 6回       | 北海道教育大学岩見沢校                                                   |
| 3回       | 札幌国際大学                                                             |
| 2回       | 東海大学札幌キャンパス 札幌大谷大学 北海道医療大学 北海道文教大学        |
| 1回       | 北海道情報大学 道都短期大学 北海道浅井学園大学                           |

### 全国大会

#### 成績
- 太字：その項目の最高記録（北海道地区大学野球連盟時代も含む）。
- （注1）：北海道地区大学野球連盟時代の9回出場を含む。
- （注2）：北海道地区大学野球連盟時代の8回出場を含む。
- （注3）：北海道地区大学野球連盟時代の18回出場を含む。
- （注4）：北海道地区大学野球連盟時代の2回出場を含む。
- （注5）：北海道地区大学野球連盟（北海道産業短期大学）時代の1回出場を含む、北海道学生野球連盟（道都大学）時代の2回出場を含む。
- （注6）：北海道地区大学野球連盟（北海道産業短期大学）時代の2回出場を含む。
- （注7）：北海道地区大学野球連盟（北海道東海大学）時代の2回出場を含む、北海道学生野球連盟（東海大学北海道キャンパス）時代の2回出場を含む、野球部内の不祥事による辞退1回出場を含む。
- （注8）：北海道地区大学野球連盟時代の2回出場を含む。

| 大学                                                    | 合計                    | 全日本大学野球選手権大会    | 明治神宮野球大会              |
| ------------------------------------------------------- | ----------------------- | --------------------------- | ----------------------------- |
| 札幌大学                                                | 出場：30回 最高：4強    | 出場：21回（注1） 最高：4強 | 出場：9回（注2） 最高：4強    |
| 北海学園大学                                            | 出場：23回 最高：4強    | 出場：21回（注3） 最高：4強 | 出場：2回（注4） 最高：初戦   |
| 星槎道都大学 （旧：道都大学）                           | 出場：16回 最高：準優勝 | 出場：10回（注5） 最高：8強 | 出場：6回（注6） 最高：準優勝 |
| 東海大学札幌キャンパス （旧：東海大学北海道キャンパス） | 出場：11回 最高：4強    | 出場：9回（注7） 最高：4強  | 出場：2回 最高：8強           |
| 北海道大学                                              | 出場：4回 最高：8強     | 出場：4回（注8） 最高：8強  | 出場：0回 最高：なし          |
| 北海道浅井学園大学 （現：北翔大学）                     | 出場：1回 最高：初戦    | 出場：1回 最高：初戦        | 出場：0回 最高：なし          |
| 北海道教育大学札幌校                                    | 出場：1回 最高：初戦    | 出場：1回 最高：初戦        | 出場：0回 最高：なし          |
| 小樽商科大学                                            | 出場：1回 最高：初戦    | 出場：1回 最高：初戦        | 出場：0回 最高：なし          |